# Governatori romani di Bitinia e Ponto
Questa è una lista dei governatori della provincia romana di Bitinia e Ponto.
| Anno                  | Proconsoli                                                         | Procuratori                  | Leg. aug. pr.pr.                              |                              |
| --------------------- | ------------------------------------------------------------------ | ---------------------------- | --------------------------------------------- | ---------------------------- |
| 61–59 a.C.            | C. Papirio Carbone                                                 |                              |                                               |                              |
| 58-57 a.C.            | NN.                                                                |                              |                                               |                              |
| 56 a.C.               | C. Cecilio Cornuto                                                 |                              |                                               |                              |
| 49/48 a.C.            | Aulo Plauzio                                                       |                              |                                               |                              |
| 47 a.C.               | Gaio Vibio Pansa Cetroniano                                        |                              |                                               |                              |
| 46-28 a.C.            | NN.                                                                |                              |                                               |                              |
| 27 a.C.               | BITHYNIA provincia senatoria                                       | BITHYNIA provincia senatoria | BITHYNIA provincia senatoria                  | BITHYNIA provincia senatoria |
| 16-13 a.C.            |                                                                    |                              | C. Marcio Censorino                           |                              |
| ?                     | Torio Flacco (prima del 15)                                        |                              |                                               |                              |
| ?                     | Appio Claudio Pulcro (prima del 15)                                |                              |                                               |                              |
| ?                     | Lucio Licinio (prima del 15)                                       |                              |                                               |                              |
| 14-15                 | Marco Granio Marcello                                              |                              |                                               |                              |
| 15-17?                | Lucio Vedio Lepido                                                 |                              |                                               |                              |
| 18/19                 | Publio Vitellio                                                    |                              |                                               |                              |
| 20-41                 | NN (Lücke)                                                         |                              |                                               |                              |
| 41–43                 | ? Lucio Min(i)dio Pollione                                         |                              |                                               |                              |
| 43–45                 | ? Lucio Min(i)dio Balbo (tra 42 e 47)                              |                              |                                               |                              |
| 45–47                 | ? Lucio Dunio Severo                                               |                              |                                               |                              |
| 47–49                 | Gaio Cadio Rufo (49 verurteilt wg. Erpressung)                     |                              |                                               |                              |
| 49-51                 | Publio Pasidieno Firmo (dopo il 47/48)                             | Giunio C(h)ilone I           |                                               |                              |
| 51–53                 | ?                                                                  | Giunio C(h)ilone II          |                                               |                              |
| 53–55                 | ?                                                                  | Giunio C(h)ilone III ?       |                                               |                              |
| 55-57 ?               | ? Tiberio Azzio Lacone (zw. 54 u. 59)                              |                              |                                               |                              |
| 57-59                 | Tito Petronio ?                                                    | Gaio Giulio Aquila           |                                               |                              |
| 59-61                 | Marco Tarquizio Prisco                                             |                              |                                               |                              |
| 61-63                 | ? Lucio Montano                                                    |                              |                                               |                              |
| 63-65                 | ?                                                                  |                              |                                               |                              |
| 65-67                 | ?                                                                  |                              |                                               |                              |
| 67-69                 | ?                                                                  |                              |                                               |                              |
| ca. 70-71             | Marco Plancio Varo                                                 |                              |                                               |                              |
| ca. 71-72             | Marco Maecio Rufo                                                  |                              |                                               |                              |
| ca. 72-75?            | Aulo Larcio Lepido Sulpiciano                                      |                              |                                               |                              |
| ca. 75-76             | Marco Salvideno Asprenate                                          |                              |                                               |                              |
| ca. 76-77             | Marco Salvidieno Proculo                                           |                              |                                               |                              |
| ca. 77-79             | ? Marco Plancio Varo (sotto Vespasiano)                            |                              |                                               |                              |
| ca. 79-80             | Velio Paulo                                                        |                              |                                               |                              |
| ca. 80-82             | ?                                                                  |                              |                                               |                              |
| ca. 82-83             | ? Marco Minicio Rufo (zw. 81 u. 96)                                |                              |                                               |                              |
| ca. 83-84             | Aulo Bucio Lappio Massimo (zw. 81 u. 96)                           |                              |                                               |                              |
| ca. 84-85             | Tiberio Giulio Celso Polemeano (fra 81/96)                         |                              |                                               |                              |
| ca. 85-89             | ?                                                                  |                              |                                               |                              |
| ca. 89-90             | Lucio Giulio Marino (fra 81/96)                                    |                              |                                               |                              |
| ca. 90-96             | ?                                                                  |                              |                                               |                              |
| 96–97                 | Tullio Giusto                                                      |                              |                                               |                              |
| 97-100                | ?                                                                  |                              |                                               |                              |
| ca. 100-101           | Gaio Giulio Basso                                                  |                              |                                               |                              |
| 101-105               | ?                                                                  |                              |                                               |                              |
| ca. 105-106           | Vareno Rufo                                                        |                              |                                               |                              |
| 106-108               | ?                                                                  |                              |                                               |                              |
| ca. 108-109           | Publio Servilio Calvo                                              |                              |                                               |                              |
| 107-109               | ?                                                                  |                              |                                               |                              |
| ca. 109-111           |                                                                    | Massimo                      | Plinio il Giovane                             |                              |
| 111-114/115           |                                                                    |                              | Gaio Giulio Cornuto Tertullo                  |                              |
| 114/115-134           | ?                                                                  |                              |                                               |                              |
| ca. 134-136           |                                                                    |                              | Gaio Giulio Severo                            |                              |
| 142/143?              | Quinto Voconio Saxa Fido                                           |                              |                                               |                              |
| 146/147?              | Lucio Celio Festo                                                  |                              |                                               |                              |
| 160                   | Quinto Cornelio Senecione Anniano                                  |                              |                                               |                              |
| circa 160             | Quinto Roscio Murena                                               |                              |                                               |                              |
|                       | BITHYNIA probabilmente sotto Marco Aurelio una provincia imperiale |                              |                                               |                              |
| ca. 162-166           |                                                                    |                              | Lucio Hedio Rufo Lolliano Avito               |                              |
| fra 175 e 182         | Lucio Albinio Saturnino                                            |                              |                                               |                              |
| 183                   | Severo                                                             |                              |                                               |                              |
| fra 186/189           |                                                                    |                              | Marco Didio Severo Giuliano (imperatore 193)  |                              |
| 193-194               |                                                                    |                              | Lucio Fabio Cilone                            |                              |
| 198-199               |                                                                    |                              | Quinto Tineio Sacerdote                       |                              |
| ?                     |                                                                    |                              | Marco Claudio Demetrio                        |                              |
| fra 202/205           |                                                                    |                              | Tiberio Claudio Callipiano Italico            |                              |
|                       |                                                                    |                              | Elio Antipater (sotto Settimio Severo)        |                              |
|                       |                                                                    |                              | Pollione (sotto Elagabalo)                    |                              |
| 218                   |                                                                    |                              | Cecilio Aristone                              |                              |
|                       |                                                                    |                              | Gaio Claudio Attalo Paterculiano              |                              |
| 230/235               |                                                                    |                              | Lucio Egnazio Vittore Lolliano                |                              |
| intorno al 220?       |                                                                    |                              | Marco Clodio Pupieno Massimo (imperatore 238) |                              |
| 220-298               | NN.                                                                |                              |                                               |                              |
| ca. 299 a dopo il 303 |                                                                    |                              | Sossiano Hierocle                             |                              |
| 305-355               | NN                                                                 |                              |                                               |                              |
| 356                   | Flavio Eusebio                                                     |                              |                                               |                              |
| 357                   | NN                                                                 |                              |                                               |                              |
| 380                   | * Hormisdas                                                        |                              |                                               |                              |